# Elisabeth Pletscher
Elisabeth Pletscher, née le 12 octobre 1908 à Trogen et morte le 11 août 2003 à Heiden, est une féministe et militante pour le suffrage féminin suisse.
Elle s'est fait remarquer au travers de son grand engagement dans les domaines du social, de la culture et de la politique et particulièrement du féminisme. Elle s'est engagée entre autres pour la professionnalisation du métier de laborantin et à joué un premier rôle dans la création d'un foyer pour jeunes filles et l'introduction du suffrage féminin en 1989 dans le canton d'Appenzell Rhodes-Extérieures.

## Biographie
Elisabeth Pletscher s'est sans arrêt mise au service de la collectivité et était vue par ses contemporains comme une personnalité marquante qui a défendu la justice avec authenticité et engagement. Elle est devenue un modèle pour le grand nombre par sa détermination et son courage civique, particulièrement en tant que pionnière originaire du Rhodes intérieures pour le droit des femmes. Les motifs pour son engagement tout au long de sa vie prennent leurs racines dès sa tendre enfance : Elisabeth Pletscher a grandi dans un milieu modeste, dans un foyer composé de femmes et dans ses vingt premières années, elle a souvent été témoin d'injustices et d'oppression. Elle vécut simplement, a passé sa carrière à l'hôpital universitaire de Zurich comme cheffe laborantine et a passé la deuxième moitié de sa vie à Trogen, son village natal. Ce faisant, elle fut aussi témoin du xxe siècle et fit la connaissance de nombreuses personnalités. Robert Nef, son filleul, observa rétrospectivement : « En fait Elisabeth Pletscher n'a pu se consacrer à elle-même que dans ses dernières années de vie- avant elle était occupée par son travail et s'est toujours occupée des autres dans son travail, ses associations et sa famille. ».

### Enfance

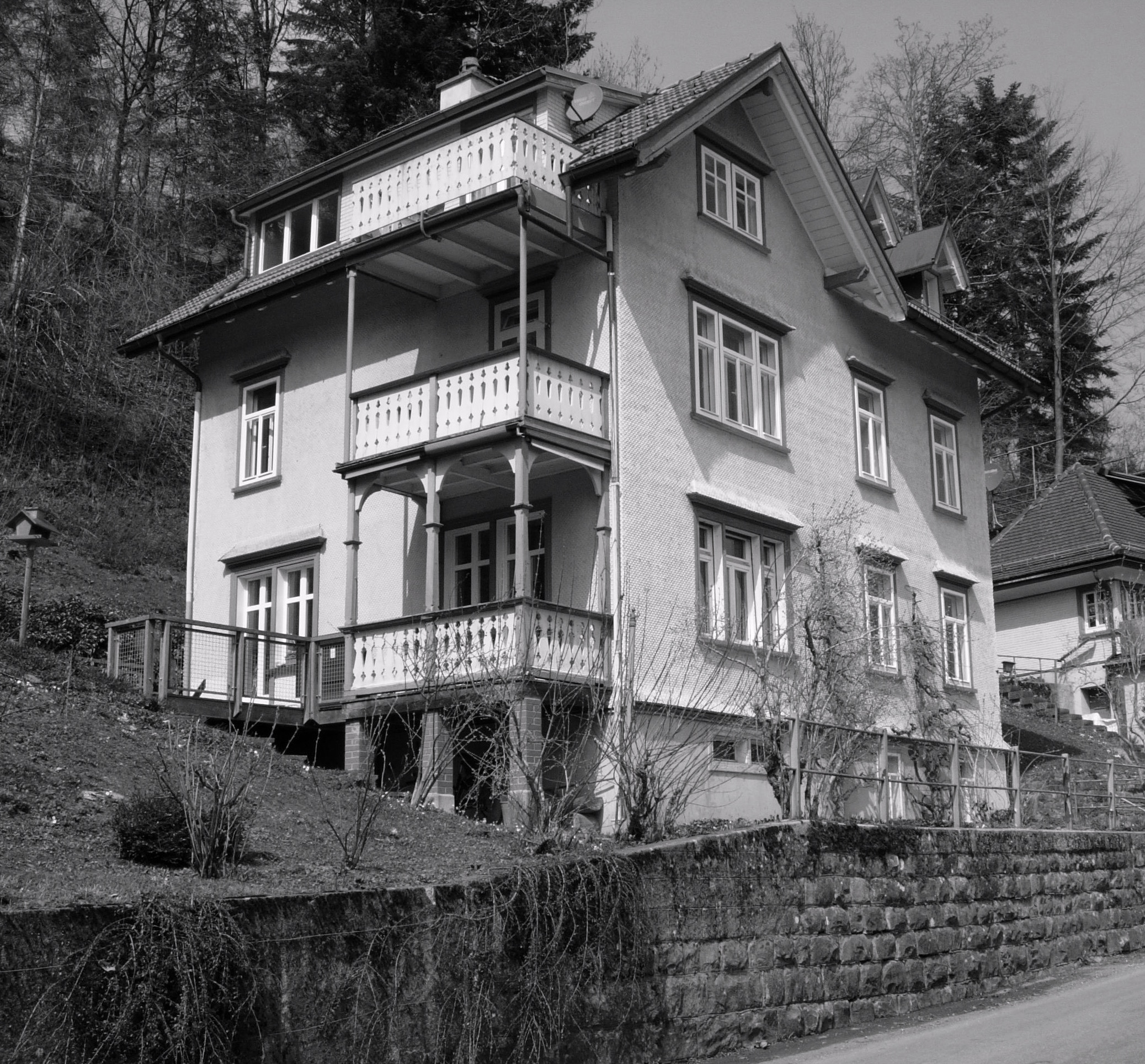
Maison natale d'Elisabeth Pletscher et lieu de sa retraite: Vordorf 48a, 9043 Trogen (aujourd'hui Altstätterstrasse 8).

Susanne Kern, la mère d'Elisabeth Pletscher descend de la dynastie des Zellweger : c'était l'arrière petite-nièce du Landammann Jacob Zellweger-Zuberbühler (1770–1821) qui a fait construire l'hôtel de ville actuel sur la place du village de Trogen comme magasin et maison d'habitation[réf. souhaitée]. Susanne se marie en 1907 à l'enseignant de français et d'italien Theodor Pletscher, qui enseignait à l'époque au gymnasium de Trogen[réf. souhaitée]. Elisabeth naît le 12 octobre 1908 à Vordorf, et sa mère donne naissance à sa sœur Madeleine en 1911. Theodor Pletscher meurt en 1913 d'une anémie pernicieuse. Suzanne Kern revendique la tutelle de ses filles et dirige un pensionnat pour subvenir aux besoins de la famille. Elisabeth Pletscher est l’une des premières jeunes filles à fréquenter l’école cantonale de Trogen. Elle aurait souhaité poursuivre des études de médecine, mais s'engage dans un cursus de laborantine d'analyse à Berne en raison de leurs moyens financiers limités.